# Милан Аксентијевић
Милан Аксентијевић (Крагујевац, 1. септембар 1935) је генерал-мајор ЈНА и Војске Југославије у пензији. Аксентијевић је био један од ретких високих официра ЈНА који је учествовао у сва три рата у Словенији, Хрватској и Босни током распада Југославије.

## Младост
Милан Аксентијевић је рођен 1. септембра 1935. године у породици православног свештеника Живојина Аксентијевића у Крагујевцу. Његови родитељи су погинули у крагујевачком масакру 1941. године током Другог светског рата. Милан се 1951. године са породицом преселио у НР Словенију. Године 1953. завршио је Школу активних инжењерско-хемијских официра Југословенске народне армије (ЈНА). Био је члан Савеза комуниста Југославије (КПЈ). Војну службу је започео 1. августа 1953. године. Аксентијевић је завршио Војну академију на Вуши и Школу народне одбране, као и последипломске студије. Током своје каријере обављао је низ функција у ЈНА.

## Распад Југославије
Противио се словеначкој независности. Дана 22. маја 1991. године Аксентијевић, тада пуковник, поставио је Мариборчанима рок до следећег дана да прихвате ултиматум да доставе новац, регруте, информације о регрутима и да затворе центре за обуку словеначке милиције. Његови захтеви су игнорисани а у касарни где је службовао се одвијало суђење Љубљанској четворки. Током Десетодневног рата између словеначке милиције и ЈНА, Аксентијевић је командовао касарном окруженом Словеначким територијалцима. У интервјуу за документарац Би-Би-Сија „Смрт Југославије“, он се присетио како је љутито тражио наређења од врховне команде ЈНА, питајући "Јесмо ли ми војска или нисмо? ... Ако смо војска, треба да делујемо. Ако не, треба да се повучемо". Након словеначке независности распоређен је у Хрватску и тамо је учествовао у рату на страни ЈНА. Дана 13. септембра 1991. заробљен је код Тушиловића када је хрватска ватра приморала хеликоптер у којем се налазио да слети. Касније је размењен за Антона Кикаша након седамдесетдва дана проведених у затвору Реметинец. Од јула до 31. децембра 1991. Аксентијевић је био помоћник команданта 5. војне области Оружаних снага СФРЈ за морално васпитање и правне послове. Касније је именован за начелник оперативне групе за сарадњу са мировним снагама УН у Сарајеву током рата у Босни. Био је главни преговарач са потпредседником Предсједништва Босне и Херцеговине (БиХ) Ејупом Ганићем о ослобађању Алије Изетбеговића и догађајима у вези са обрачуном у Добровољачкој улици у Сарајеву 3. маја 1992. године. Принудно је пензионисан у Војсци Југославије 31. августа 1992. године.

## Каснији живот
Јануара 1992. Аксентијевићу је одузето словеначко држављанство због улоге у Десетодневном рату. Његова породица, укључујући и супругу Словенку, је била присиљена да напусти свој стан. У марту 1995. године Аксентијевић се вратио у Словенију са туристичком визом и касније му је дозвољено да остане. Оптужбе за ратне злочине против Аксентијевића су 2002. године одбачене због недостатка доказа, али му није одобрено добијање словеначког држављанства. Тренутно живи на Голнику и активан је у разним групама за српске Словенце.